# Леді дегустує чай
Леді дегустує чай — відомий рандомізований експеримент з визначення статистичної значущості для перевірки нульової гіпотези, проведений англійським вченим Рональдом Фішером.
Експеримент був описаний у книзі Фішера The Design of Experiments, на його основі було запропоновано точний тест Фішера.

## Історія
Традиційний англійський чай можна приготувати двома способами: спочатку налити у чашку молоко, а потім чай; або навпаки, спочатку чай, а потім молоко. У 1946 році в есе «Гарна чашка чаю» Джордж Орвелл стверджував, що «чай є основою цивілізації у нашій країні, однак процес його приготування породжує надзвичайно багато суперечок». Питання черговості наливання молока та чаю настільки поділило громадську думку, що «у кожній сім'ї можуть знайтись прихильники обох сторін».
Знайома Рональда Фішера, психолог Муріель Брістоль (англ. Muriel Bristol), якось сказала, що може відрізнити напої, приготовані різними способами. Для перевірки цього твердження Фішер організував експеримент, у ході якого леді мала відгадати спосіб приготування восьми чашок чаю (по чотири на кожний спосіб), поданих у випадковому порядку. У ході дегустування Брістоль змогла правильно класифікувати усі чашки.

## Експеримент
Нульовою гіпотезою для даного експерименту було твердження, що всі чашки мають однаковий смак і спосіб приготування визначити неможливо.
Для експерименту приготували вісім чашок: у чотирьох випадках спочатку наливали чай, а потім молоко, у інших чотирьох навпаки. Чашки подавались у випадковому порядку. Леді мала вибрати з запропонованих чашок чотири таких, які були приготовані способом «спершу молоко». При цьому вона мала можливість порівнювати чашки одна з одною, а також їй були відомі інші умови експерименту.
Статистикою критерію була кількість успішних визначень у наборі з чотирьох чашок. Кількість можливих варіантів при {\displaystyle n=8} та {\displaystyle k=4} розраховується наступним чином:
{\displaystyle {\binom {8}{4}}={\frac {8!}{4!(8-4)!}}=70}
За умов, що нульова гіпотеза є вірною, варіанти розподіляються так:
| Кількість вірних визначень | Можливі комбінації                 | Кількість комбінацій |
| -------------------------- | ---------------------------------- | -------------------- |
| 0                          | oooo                               | 1 × 1 = 1            |
| 1                          | ooox, ooxo, oxoo, xooo             | 4 × 4 = 16           |
| 2                          | ooxx, oxox, oxxo, xoxo, xxoo, xoox | 6 × 6 = 36           |
| 3                          | oxxx, xoxx, xxox, xxxo             | 4 × 4 = 16           |
| 4                          | xxxx                               | 1 × 1 = 1            |
| Всього                     | Всього                             | 70                   |

Кількості варіантів розподіляються так:
- Очевидно, існує один варіант, коли всі відібрані чашки будуть хибними
- Розглянемо випадок, коли лише з чотирьох відібраних чашок буде вгадана вірно, а інші три будуть хибними. Тут є {\displaystyle {\binom {4}{1}}=4} способи обрати єдину вірну чашку, а також {\displaystyle {\binom {4}{3}}=4} способи обрати три з чотирьох невірних варіантів. Загальна кількість варіантів становить 4×4 = 16.

Рівень значущості встановили у 5 %. Таким чином, імовірність вибору усіх чотирьох правильних варіантів була нижче рівня значущості (100%*1/70≈ 1.4 % < 5 %), а імовірність вибору з однократною помилкою знаходилась вище (16+1)/70 (≈ 24.3 % > 5 %).
Таким чином було показано, що нульова гіпотеза спростовувалась би тоді і лише тоді, коли леді зможе правильно визначити усі чотири чашки для набору.

## Використання точного тесту Фішера
Для випадку, коли леді правильно визначає одну з чотирьох вибраних чашок, можна побудувати наступну таблицю спряженості:
|                                   | Спершу молоко | Спершу чай | Всього |
| Правильно вгадано «спершу молоко» | a=3           | b=1        | a+b=4  |
| Правильно вгадано «спершу чай»    | c=1           | d=3        | c+d=4  |
| всього                            | a+c=4         | b+d=4      | n=8    |

Імовірність даного випадку розраховується за формулою:
{\displaystyle p={\frac {\displaystyle {{a+b} \choose {a}}\displaystyle {{c+d} \choose {c}}}{\displaystyle {{n} \choose {a+c}}}}={\frac {\displaystyle {{a+b} \choose {b}}\displaystyle {{c+d} \choose {d}}}{\displaystyle {{n} \choose {b+d}}}}={\frac {(a+b)!~(c+d)!~(a+c)!~(b+d)!}{a!~~b!~~c!~~d!~~n!}}}
Тобто
{\displaystyle p={{\tbinom {4}{3}}{\tbinom {4}{1}}}/{\tbinom {8}{4}}={\tfrac {4!~4!~4!~4!}{3!~1!~3!~1!~8!}}\approx 0.22857}

## Принципи
Окрім математичного обгрунтування, Фішер також заклав основні принципи проведення подібних експериментів:
- Порівняння — має бути можливість чіткого розрізнення варіантів. У даному випадку ті, хто готував експеримент, точно знали, яку чашку яким способом було приготовано.
- Рандомізація — найважливіша особливість експерименту полягала в тому, що чашки подавались у випадковому порядку
- Реплікація — для збільшення точності експерименту його слід повторити кілька разів (леді мала робити вибір 8 разів)
- Замінність — усі варіанти вибору (чашки) мають бути схожими один з одним, за винятком того фактору, який їх відрізняє.
- Блокування — якщо у експерименті присутні інші фактори, дослідник має відокремити їх. Наприклад, якби тут було два сорти чаю, правильніше було б зробити серію виборів для кожного сорту окремо.